# Richard Eyre
Sir Richard Charles Hastings Eyre (Barnstaple, 28 marzo 1943) è un regista, sceneggiatore e direttore artistico britannico, che lavora in campo teatrale, televisivo e cinematografico.

## Biografia
Nato nel Devon, ha studiato a Peterhouse, il college più antico dell'Università di Cambridge. È stato direttore artistico del Royal National Theatre dal 1988 al 1997 portando in scena opere come L'opera da tre soldi, Bulli e pupe, Re Lear e Riccardo III.
Nel 1994 porta in scena alla Royal Opera House La traviata, interpretata da Angela Gheorghiu. Per il suo lavoro teatrale si è aggiudicato diversi premi, tra cui cinque Olivier Award.
Debutta come regista cinematografico nel 1983 con L'ambizione di James Penfield, seguito da Il giorno delle oche del 1984. Negli anni successivi lavora prevalentemente per la televisione, realizzando alcuni film tv, tra cui Suddenly, Last Summer adattamento per la televisione di Improvvisamente l'estate scorsa di Tennessee Williams. Torna alla regia cinematografica nel 2001, dirigendo Judi Dench in Iris - Un amore vero, nel 2004 dirige Stage Beauty, mentre nel 2006 lavora nuovamente assieme alla Dench affiancandola a Cate Blanchett in Diario di uno scandalo. Nel 2008 dirige il film L'ombra del sospetto, che vede tra gli interpreti Laura Linney, Liam Neeson ed Antonio Banderas.

## Filmografia

### Cinema
- L'ambizione di James Penfield (The Ploughman's Lunch, 1983)
- Il giorno delle oche (Singleton's Pluck, 1984)
- Loose Connections (1985)
- Iris - Un amore vero (Iris, 2001)
- Stage Beauty (2004)
- Diario di uno scandalo (Notes on a Scandal, 2006)
- L'ombra del sospetto (The Other Man, 2008)
- The Children Act - Il verdetto (The Children Act, 2017)
- Allelujah - Un ospedale in rivolta (Allelujah, 2022)

### Televisione
- The Cherry Orchard (1981)
- Past Caring – film TV (1985)
- Tumbledown – film TV (1988)
- The Hollow Crown – miniserie TV (2012)
- Il servo di scena (The Dresser) – film TV (2015)
- King Lear – film TV (2018)

## Teatro (parziale)

### Prosa e musical
- Il costruttore Solness di Henrik Ibsen. Ashcroft Theatre di Croydon (1972)[1]
- Pigmalione di George Bernard Shaw. Nottingham Playhouse di Nottingham (1976)
- Otello di William Shakespeare. Nottingham Playhouse di Nottingham (1976)
- Il giardino dei ciliegi di Anton Čechov. Nottingham Playhouse di Nottingham (1977)
- Morte di un commesso viaggiatore di Arthur Miller. Nottingham Playhouse di Nottingham (1977)
- L'alchimista di Ben Jonson. Nottingham Playhouse di Nottingham (1978)
- Amleto di William Shakespeare. Royal Court Theatre di Londra (1980)
- Guys and Dolls, libretto di Abe Burrows e Jo Swerling, colonna sonora di Frank Loesser. National Theatre di Londra (1982)
- L'opera del mendicante di John Gay. National Theatre di Londra (1982)
- Amleto di William Shakespeare. National Theatre di Londra (1989)
- Racing Demon di David Hare. National Theatre di Londra (1990)
- Riccardo III di William Shakespeare. National Theatre di Londra (1990)
- Napoli milionaria! di Eduardo De Filippo. National Theatre di Londra (1991)
- La notte dell'iguana di Tennessee Williams. National Theatre di Londra (1992)
- Macbeth di William Shakespeare. National Theatre di Londra (1993)
- La dolce ala della giovinezza di Tennessee Williams. National Theatre di Londra (1993)
- La grande magia di Eduardo De Filippo. National Theatre di Londra (1995)
- Skylight di David Hare. National Theatre di Londra (1995)
- John Gabriel Borkman di Henrik Ibsen. National Theatre di Londra (1996)
- Re Lear di William Shakespeare. National Theatre di Londra (1997)
- Differenti opinioni di David Hare. National Theatre di Londra (1997)
- L'invenzione dell'amore di Tom Stoppard. National Theatre di Londra (1997)
- The Judas Kiss di David Hare. Almeida Theatre di Londra (1998)
- Il crogiuolo di Arthur Miller. August Wilson Theatre di Broadway (2001)
- Vincent in Brixton di Nicholas Wright. National Theatre di Londra (2002)
- Mary Poppins, musiche e libretto di Richard M. Sherman, Robert B. Sherman, Anthony Drewe. Prince Edward Theatre di Londra (2004)
- Hedda Gabler di Henrik Ibsen. Almeida Theatre di Londra (2005)
- Vite in privato di Noël Coward. Vaudeville Theatre di Londra (2010)
- Liolà di Luigi Pirandello. National Theatre di Londra (2013)
- Spettri di Henrik Ibsen. Almeida Theatre di Londra (2013)
- The Pajama Game, libretto di George Abbott e Richard Bissell, colonna sonora di Richard Adler e Jerry Ross. Minerva Theatre di Chichester (2013)
- Il piccolo Eyolf di Henrik Ibsen. Almeida Theatre di Londra (2015)
- Lungo viaggio verso la notte di Eugene O'Neill. Bristol Old Vic di Bristol (2016)
- Mi chiamo Lucy Barton di Elizabeth Strout. Bridge Theatre di Londra (2018)
- Spirito allegro di Noël Coward. Theatre Royal di Bath (2019)
- 4000 Miles di Amy Herzog. Minerva Theatre di Chichester (2023)

### Opera
- La traviata, Royal Opera House di Londra (1994)
- Carmen, Metropolitan Opera House di Londra (2009)
- Werther, Metropolitan Opera House di Londra (2013)
- Le nozze di Figaro, Metropolitan Opera House di Londra (2015)
- Manon Lescaut, Metropolitan Opera House di Londra (2016)